# Alexander Mayeta
Artikeln följer den spanska namnseden; faderns efternamn är Mayeta och moderns efternamn Kerr.
Alexander Mayeta Kerr, född den 22 februari 1977 i Havanna, är en kubansk basebollspelare som tog silver för Kuba vid olympiska sommarspelen 2008 i Peking.
Mayeta representerade Kuba i World Baseball Classic 2009. Han spelade tre matcher och hade en hit på nio at bats.